# ملفات أوبر
ملفات أوبر هي قاعدة بيانات مسربة لأنشطة أوبر في حوالي 40 دولة في الفترة من 2013 إلى 2017 تم تسريبها من قبل الرئيس التنفيذي السابق مارك ماكغان، الذي يعترف بأنه «مسؤول جزئيًا»، ونشرته صحيفة الغارديان في 10 يوليو 2022، والتي شاركت قاعدة بيانات المزيد أكثر من 124.000 ملف مع الاتحاد الدولي للمحققين الصحفيين و42 وسيلة إعلامية أخرى. وقد تضمنت رسائل بريد إلكتروني وآي ميساجيس ورسائل الواتساب تم إرسالها بين قيادتها العليا، بالإضافة إلى مذكرات وعروض تقديمية ووثائق داخلية أخرى. كشفت الوثائق عن محاولات للضغط على شخصيات قوية بما في ذلك جورج أوزبورن وزير الخزانة السابق، والمستشار الألماني أولاف شولتز خلال فترة رئاسته لبلدية هامبورغ بألمانيا، والرئيس الأمريكي جو بايدن خلال فترة نيابته، إلى جانب الرئيس الفرنسي المعاد انتخابه إيمانويل ماكرون سراً بمساعدة ضغط أوبر في فرنسا أثناء عضويته في مجلس الوزراء على الحكومة الفرنسية، واستخدام مفتاح القفل أثناء مداهمات الشرطة لإخفاء البيانات. رفض الرئيس التنفيذي السابق للشركة ترافيس كالانيك مخاوف المديرين التنفيذيين الآخرين من أن إرسال سائقي أوبر إلى احتجاج في فرنسا يعرضهم لخطر العنف من المعارضين الغاضبين في صناعة سيارات الأجرة، قائلاً «أعتقد أن الأمر يستحق ذلك، العنف يضمن النجاح».

## المحتويات

### تحصيل الضرائب
طُلب من المدير التنفيذي في لندن فريزر روبنسون الانتقال إلى أمستردام لإقناع محصلي الضرائب في المملكة المتحدة بأن الشركة لم تتم إدارتها جزئيًا في المملكة المتحدة. (بموجب قانون المملكة المتحدة، فإن إدارته جزئيًا في المملكة المتحدة، على سبيل المثال من خلال وجود مسؤولين تنفيذيين كبار في لندن، من شأنه أن يجعل الشركة خاضعة للضريبة في المملكة المتحدة). رفض الانتقال ربما لأسباب عائلية، واستقال من منصبه.

### سلامة الركاب
في 5 ديسمبر 2014 تم الاعتداء على راكب في سيارة أجرة أوبر في نيودلهي. بعد ذلك تم سحب رخصة أوبر مؤقتًا ثم تم إجبارها على إدارة العمليات من خلال شركة تابعة هندية. كما دخلت أوبر في نزاعات مع بنك الاحتياطي الهندي وإدارة ضريبة الدخل ومحاكم المستهلكين. بعد ذلك تم استخدام "مفتاح القفل" لمنع السلطات الهندية من الوصول إلى الأدلة. وصف مدير وودي النظام في رسالة بريد إلكتروني: "ما فعلناه في الهند هو جعل فريق المدينة متعاونًا قدر الإمكان وجعل شركة بي في تتحمل التبعات. على سبيل المثال كلما تم استدعاء الفريق المحلي لتقديم المعلومات، لقد أغلقناهم من النظام مما جعل من المستحيل عمليًا عليهم تقديم أي معلومات على الرغم من استعدادهم للقيام بذلك. وفي نفس الوقت واصلنا توجيه السلطات للتحدث إلى ممثلي بي في بدلاً من ذلك. في رسالة أخرى أخبر ألين بن رئيس شركة أوبر في آسيا، للموظفين "سنوقف عمومًا، ولن نستجيب، وغالبًا ما نقول لا لما يريدون. هذه هي الطريقة التي نعمل بها وهي الأفضل دائمًا تقريبًا". وجدت إينديان إكسبريس أيضًا أنه في معظم سيارات الأجرة الخاصة بـ أوبر، لم تكن ميزات الأمان التي فرضتها حكومة دلهي، مثل زر الذعر، موجودة أو لا تعمل.

### سلامة الموظفين
وفي إحدى التبادلات، نُقل عن كالانيك قوله إن إرسال سائقي أوبر إلى احتجاج في فرنسا «يستحق العناء»، على الرغم من مخاطر العنف من سائقي سيارات الأجرة الغاضبين. وحذر من أن «متطرفي اليمين» قد تسللوا إلى الاحتجاج وكانوا «يفسدون للقتال»، ونُقل عنه قوله إن «العنف يضمن النجاح».
ذكرت صحيفة واشنطن بوست أن الوثائق، جنبًا إلى جنب مع المقابلات مع سائقي أوبر أظهرت أن أوبر خلقت عن قصد ظروف عمل نتج عنها الكد الشاق لسائقيها، وأنشأت نظامًا يكافئ السائقين على السير في الطرق والجداول التي تعرضهم لخطر الضرر. في المناطق المنكوبة بالعنف.

## التفاعلات
أصدرت جيل هازلبيكر نائبة الرئيس الأول للشؤون العامة في أوبر بيانًا: «لم ولن نقدم أعذارًا لسلوك سابق لا يتماشى بوضوح مع قيمنا الحالية. وبدلاً من ذلك نطلب من الجمهور أن يحكم علينا بما قد فعلنا خلال السنوات الخمس الماضية وما سنفعله في السنوات القادمة». قال المتحدث باسم ترافيس كالانيك إن كالانيك «لم يصرح مطلقًا بأي إجراءات أو برامج من شأنها أن تعرقل العدالة في أي بلد» وأنه «لم يقترح أبدًا أن تستغل أوبر العنف على حساب سلامة السائق».
دعا سياسيون معارضون فرنسيون من مختلف ألوان الطيف السياسي إلى إجراء تحقيق برلماني في صلات ماكرون بأوبر. وصف فابيان روسيل من الحزب الشيوعي الفرنسي ما تم الكشف عنه بأنه «مدمر» و«يتعارض مع كل قواعدنا وجميع قوانيننا الاجتماعية وضد حقوق العمال».
دعا الاتحاد الأوروبي لنقابات العمال إلى تعليق تصاريح الدخول البرلمانية لموظفي أوبر، مدعيًا أن أوبر «تضغط بشدة لمحاولة تخفيف تشريعات الاتحاد الأوروبي بشأن حقوق عمال المنصة».
ذكرت وكالة الأنباء الإيطالية أن سائقي سيارات الأجرة في جميع أنحاء إيطاليا أوقفوا سياراتهم احتجاجًا على ما تم الكشف عنه في 12 يوليو.